# Länsi-Järvikäinen
Länsi-Järvikäinen är en sjö i Gällivare kommun i Lappland och ingår i Kalixälvens huvudavrinningsområde.